# ウィリアム・シェパード
ウィリアム・シェパード（William McMichael Shepherd、1949年7月26日-）はアメリカ合衆国の宇宙飛行士で、国際宇宙ステーションへの初の長期滞在である第1次長期滞在の機長を務めた。宇宙名誉勲章の受章者である。

## 伝記
シェパードはテネシー州オークリッジで生まれたが、ニューヨーク州バビロンを自身の故郷だと考えている。テキサス州ヒューストンのベス・ストリングハムと結婚している。父のジョージ・シェパードは既に死去している。母のバーバラ・シェパードはメリーランド州ベセスダに住んでいる。
シェパードは1967年にアリゾナ州スコッツデールのアルカディア高校を卒業し、1971年に海軍兵学校で航空工学の学士号を取得した。水中破壊工作基礎訓練課程の終了後、エリートのアメリカ海軍特殊戦コマンドに加入し、Navy SEALsの資格を得た。1978年にはマサチューセッツ工科大学で機械工学と海洋工学の修士号を得た。

## NASA
シェパードは1984年にアメリカ航空宇宙局の宇宙飛行士に選ばれた。1986年には、チャレンジャー号爆発事故後のチャレンジャーの引揚げ作業で、彼のNavy SEALsの訓練が思いがけず役に立った。シェパードはその後、1988年のSTS-27、1990年に探査機ユリシーズを展開したSTS-41、1992年のSTS-52と3度のミッションでミッションスペシャリストを務めた。
1993年、シェパードは国際宇宙ステーションのプログラム管理を任された。2000年10月31日から2001年3月21日まで、彼とロシア人宇宙飛行士のユーリー・ギジェンコ、セルゲイ・クリカレフは、初めての長期滞在となる第1次長期滞在を行った。
シェパードは、159日間以上を宇宙で過ごしている。

## 受章など
- 2003年に宇宙名誉勲章を受章
- NASAの"Steve Thorne"航空賞を受賞
- 2009年に「宇宙飛行士の殿堂」に選出[1]